# Reprezentacja Bułgarii w piłce nożnej mężczyzn
Reprezentacja Bułgarii w piłce nożnej mężczyzn (bułg. Мъжки национален отбор по футбол на България) – narodowy zespół piłkarzy nożnych Bułgarii. Za jej funkcjonowanie odpowiedzialny jest Bułgarski Związek Piłki Nożnej.
Pierwszy oficjalny mecz piłkarski rozegrała w maju 1924, z Austrią w Wiedniu. Do europejskiej czołówki awansowała dopiero w latach 90., kiedy doczekała się tzw. złotego pokolenia piłkarzy z Christo Stoiczkowem na czele. W tym okresie Bułgarzy zajęli czwarte miejsce na Mundialu 1994 i po raz pierwszy w historii awansowali do mistrzostw Europy (1996).
Początek XXI wieku uważany za początek stopniowego regresu reprezentacji. Jego objawami były porażki w kolejnych eliminacjach do wielkich turniejów, najniższe w dziejach miejsce w rankingu FIFA (96. w kwietniu 2012) oraz brak pokolenia zawodników na miarę tego z lat 90.
Największymi, oprócz czwartego miejsca na mistrzostwach świata, sukcesami piłki bułgarskiej są srebro z Igrzysk Olimpijskich 1968 i brąz z Igrzysk Olimpijskich 1956 oraz trzykrotne zwycięstwo w mistrzostwach Europy juniorów – w 1959, 1969 i 1974.

## Dzieje reprezentacji

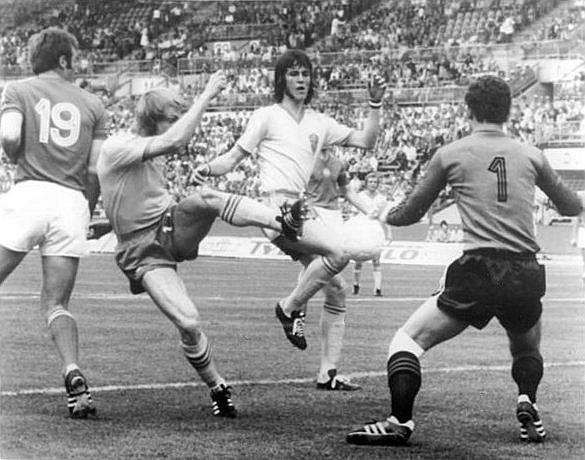
Fragment meczu Bułgaria–Szwecja (0:0), Mundial 1974

Chociaż reprezentacja Bułgarii pierwszy mecz rozegrała w maju 1924, to na międzynarodowej arenie pokazała się po raz pierwszy na Mistrzostwach Świata w 1962 roku. Na boiskach Chile nie wyszła z grupy – przegrała dwa mecze (z Argentyną 0:1 i Węgrami 1:6) i jeden zremisowała (z Anglią 0:0). Równie słabo zaprezentowała się w trzech kolejnych startach na Mundialach (1966, 1970 i 1974). Bułgarzy na pierwsze zwycięstwo na światowym czempionacie czekali do 1994.
Wcześniej jednak – w 1986 – po raz pierwszy wyszli z grupy (dzięki remisom z Włochami i Koreą Południową), ale w drugiej rundzie drużyna prowadzona przez Iwana Wucowa przegrała 0:2 z Meksykiem.
Dopiero w latach 90. Bułgaria opuściła szeregi piłkarskich średniaków. W 1991 na stanowisku selekcjonera reprezentacji zatrudniono Dimityra Penewa. Jego pięcioletnia kadencja uznawana jest za najlepszy okres w historii piłki bułgarskiej. Penew od początku postawił na młodych zawodników. Piłkarze urodzeni w latach 60. zaczęli decydować o obliczu reprezentacji, a ich piłkarskim spełnieniem okazał się Mundial 1994. Najpierw w eliminacjach do tego turnieju Bułgarzy wyeliminowali faworyzowaną Francję, a już w Stanach Zjednoczonych drużyna, w której grali: bramkarz Borisław Michajłow, obrońcy Emił Kremenliew, Trifon Iwanow, Canko Cwetanow i Petyr Chubczew, pomocnicy Jordan Leczkow, Złatko Jankow, Krasimir Bałykow i Emił Kostadinow oraz napastnicy Christo Stoiczkow (wraz z Rosjaninem Olegiem Salenką został królem strzelców) i Nasko Sirakow, zajęła czwarte miejsce, wygrywając wcześniej z Argentyną, Grecją, Meksykiem i obrońcą mistrzowskiego tytułu Niemcami. W meczu o 3. miejsce Bułgarzy ulegli 0:4 Szwecji.
Dwa lata później Bułgaria po raz pierwszy awansowała do mistrzostw Europy. Reprezentacja w niemal niezmienionym od czasu Mundialu składzie, zaprezentowała się przyzwoicie, mimo iż nie wyszła z grupy. Zremisowała z Hiszpanią i wygrała z Rumunią i tylko dzięki porażce w ostatnim meczu z Francją nie grała dalej. Po tym turnieju zwolniony został trener Penew.
Kilku piłkarzy z wybitnego pokolenia grało też na Mundialu 1998. We Francji Bułgarzy w niczym nie przypominali zespołu, który cztery lata wcześniej mógł grać w finale mistrzostw świata. W ostatnim meczu ulegli 1:6 Hiszpanii.

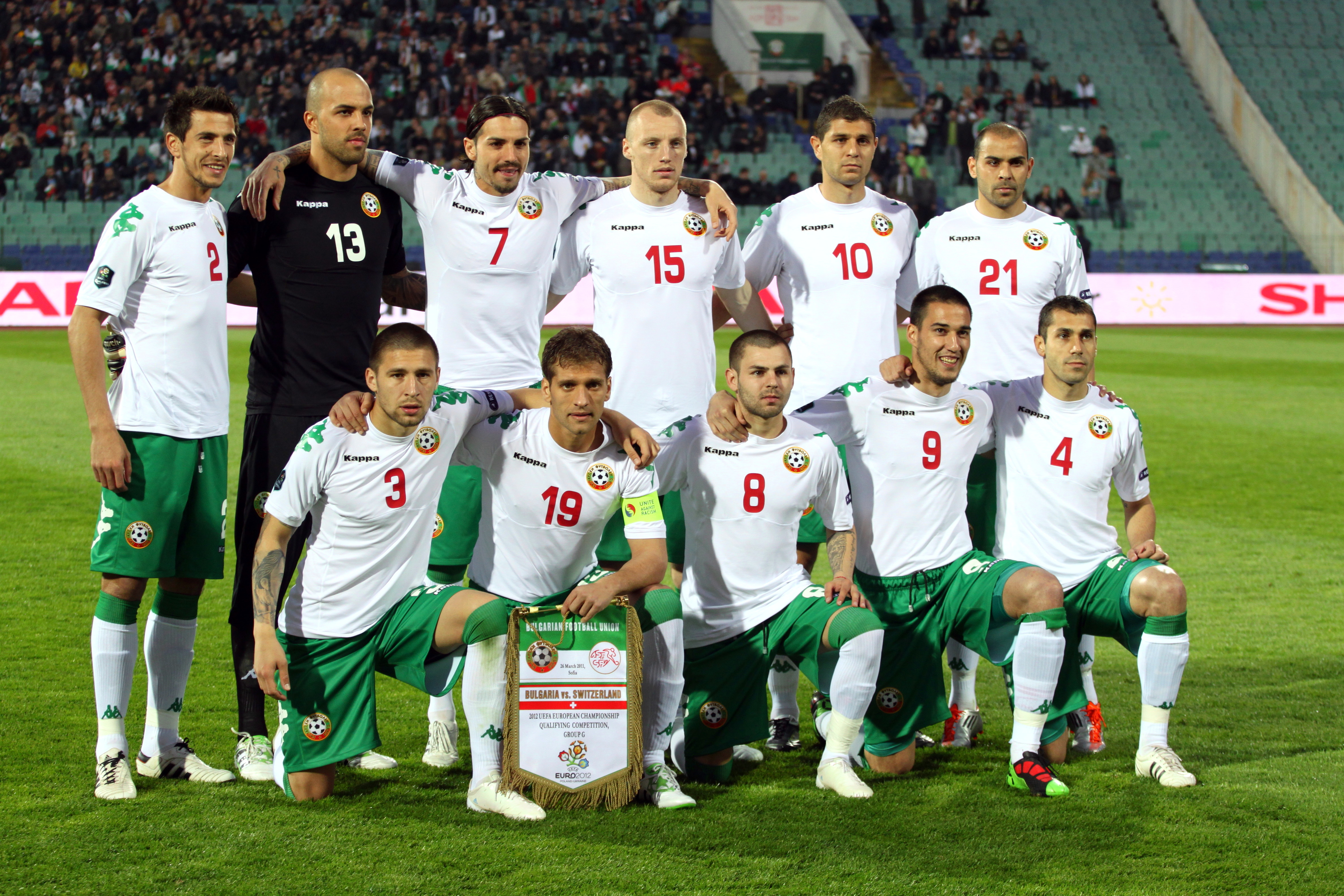
Reprezentacja Bułgarii przed spotkaniem ze Szwajcarią w ramach eliminacji do Euro 2012, 26.03.2011

Od tego czasu reprezentacja gra nieskutecznie i nieefektownie. Porażki w kwalifikacjach do kolejnych turniejów, brak dyscypliny w zespole, kaprysy piłkarzy oraz częste zmiany selekcjonerów to – jak się zdaje – największa bolączka bułgarskiego futbolu.
Po fatalnym (trzy porażki, bramki 1:9) występie na Euro 2004 trenerem reprezentacji został Christo Stoiczkow. Wiele wskazywało na to, że Bułgaria powoli zaczyna podnosić się z kryzysu. W 2005 po dziesięcioletniej, kontrowersyjnej kadencji z funkcji prezydenta piłkarskiej federacji ustąpił Iwan Sławkow, na którym ciąży wiele zarzutów kryminalnym (m.in. próba przekupienia działaczy MKOlu). Jego następcą został kolega Stoiczkowa z reprezentacji, Borisław Michajłow. Bułgarscy piłkarze zaczęli cieszyć się zainteresowaniem w Europie: Stilijan Petrow wyrósł na lidera Aston Villi (wcześniej zyskał uznanie grając w Celticu Glasgow), Dimityr Berbatow był skutecznym napastnikiem Manchesteru United, a Waleri Bożinow po udanej (awans do Serie A) przygodzie z Juventusem trafił do Manchesteru City. Natomiast w sezonie 2006–2007 Lewski Sofia, jako pierwszy klub z Bułgarii, awansował do rundy grupowej Ligi Mistrzów.
Jednak zmiany w związku, sukcesy indywidualne piłkarzy oraz udane występy Lewskiego nie przełożyły się na wyniki reprezentacji. Drużyna narodowa przegrała eliminacje do Mundialu 2006, Euro 2008, Mundialu 2010 i Euro 2012 (tu zajęła ostatnie miejsce w grupie). Dodatkowo kryzys pogłębiany jest częstymi zmianami selekcjonerów: w ciągu czterech lat (2007–2011) funkcję trenera kadry pełniło siedmiu szkoleniowców: Christo Stoiczkow, Dimityr Penew, Płamen Markow, dwukrotnie Stanimir Stoiłow, Lothar Matthäus, Michaił Madanski i Ljubosław Penew. W tym czasie reprezentacja zanotowała także największy w historii spadek w rankingu FIFA: w kwietniu 2012 została umieszczona na 96. miejscu.
Pod wodzą Ljubosława Penewa bułgarscy piłkarze rozegrali jeszcze eliminacje do mundialu w Brazylii w 2014 roku, które ostatecznie zakończyli na czwartym miejscu z dorobkiem trzynastu punktów. W grudniu 2014 roku następcą Penewa został Iwajło Petew, z którym bułgarska reprezentacja zajęła czwarte miejsce w eliminacjach do Euro 2016 we Francji z dorobkiem jedenastu punktów.

## Udział w międzynarodowych turniejach

### Igrzyska Olimpijskie
| Udział w igrzyskach olimpijskich | Udział w igrzyskach olimpijskich | Udział w igrzyskach olimpijskich | Udział w igrzyskach olimpijskich | Udział w igrzyskach olimpijskich | Udział w igrzyskach olimpijskich | Udział w igrzyskach olimpijskich | Udział w igrzyskach olimpijskich | Udział w igrzyskach olimpijskich | . | Kwalifikacje do igrzysk olimpijskich | Kwalifikacje do igrzysk olimpijskich | Kwalifikacje do igrzysk olimpijskich | Kwalifikacje do igrzysk olimpijskich | Kwalifikacje do igrzysk olimpijskich | Kwalifikacje do igrzysk olimpijskich |
| Rok                              | Runda                            | Miejsce                          | M                                | W                                | R                                | P                                | B+                               | B-                               | . | M                                    | W                                    | R                                    | P                                    | B+                                   | B-                                   |
| -------------------------------- | -------------------------------- | -------------------------------- | -------------------------------- | -------------------------------- | -------------------------------- | -------------------------------- | -------------------------------- | -------------------------------- | - | ------------------------------------ | ------------------------------------ | ------------------------------------ | ------------------------------------ | ------------------------------------ | ------------------------------------ |
| 1900                             | Nie brała udziału                | Nie brała udziału                | Nie brała udziału                | Nie brała udziału                | Nie brała udziału                | Nie brała udziału                | Nie brała udziału                | Nie brała udziału                | . |                                      |                                      |                                      |                                      |                                      |                                      |
| 1904                             | Nie brała udziału                | Nie brała udziału                | Nie brała udziału                | Nie brała udziału                | Nie brała udziału                | Nie brała udziału                | Nie brała udziału                | Nie brała udziału                | . |                                      |                                      |                                      |                                      |                                      |                                      |
| 1908                             | Nie brała udziału                | Nie brała udziału                | Nie brała udziału                | Nie brała udziału                | Nie brała udziału                | Nie brała udziału                | Nie brała udziału                | Nie brała udziału                | . |                                      |                                      |                                      |                                      |                                      |                                      |
| 1912                             | Nie brała udziału                | Nie brała udziału                | Nie brała udziału                | Nie brała udziału                | Nie brała udziału                | Nie brała udziału                | Nie brała udziału                | Nie brała udziału                | . |                                      |                                      |                                      |                                      |                                      |                                      |
| 1920                             | Nie brała udziału                | Nie brała udziału                | Nie brała udziału                | Nie brała udziału                | Nie brała udziału                | Nie brała udziału                | Nie brała udziału                | Nie brała udziału                | . |                                      |                                      |                                      |                                      |                                      |                                      |
| 1924                             | II runda                         | 12/22                            | 1                                | 0                                | 0                                | 1                                | 0                                | 1                                | . |                                      |                                      |                                      |                                      |                                      |                                      |
| 1928                             | Nie brała udziału                | Nie brała udziału                | Nie brała udziału                | Nie brała udziału                | Nie brała udziału                | Nie brała udziału                | Nie brała udziału                | Nie brała udziału                | . |                                      |                                      |                                      |                                      |                                      |                                      |
| 1936                             | Nie brała udziału                | Nie brała udziału                | Nie brała udziału                | Nie brała udziału                | Nie brała udziału                | Nie brała udziału                | Nie brała udziału                | Nie brała udziału                | . |                                      |                                      |                                      |                                      |                                      |                                      |
| 1948                             | Nie brała udziału                | Nie brała udziału                | Nie brała udziału                | Nie brała udziału                | Nie brała udziału                | Nie brała udziału                | Nie brała udziału                | Nie brała udziału                | . |                                      |                                      |                                      |                                      |                                      |                                      |
| 1952                             | Nie brała udziału                | Nie brała udziału                | Nie brała udziału                | Nie brała udziału                | Nie brała udziału                | Nie brała udziału                | Nie brała udziału                | Nie brała udziału                | . |                                      |                                      |                                      |                                      |                                      |                                      |
| 1956                             | III miejsce                      | 3/16                             | 3                                | 2                                | 0                                | 1                                | 10                               | 3                                | . | 2                                    | 1                                    | 1                                    | 0                                    | 5                                    | 3                                    |
| 1960                             | Faza grupowa                     | 5/16                             | 3                                | 2                                | 1                                | 0                                | 8                                | 3                                | . | 4                                    | 2                                    | 1                                    | 1                                    | 4                                    | 3                                    |
| 1964                             | Nie zakwalifikowała się          | Nie zakwalifikowała się          | Nie zakwalifikowała się          | Nie zakwalifikowała się          | Nie zakwalifikowała się          | Nie zakwalifikowała się          | Nie zakwalifikowała się          | Nie zakwalifikowała się          | . | 4                                    | 2                                    | 0                                    | 2                                    | 3                                    | 3                                    |
| 1968                             | II miejsce                       | 2/16                             | 6                                | 3                                | 2                                | 1                                | 16                               | 10                               | . | 4                                    | 3                                    | 0                                    | 1                                    | 12                                   | 6                                    |
| 1972                             | Nie zakwalifikowała się          | Nie zakwalifikowała się          | Nie zakwalifikowała się          | Nie zakwalifikowała się          | Nie zakwalifikowała się          | Nie zakwalifikowała się          | Nie zakwalifikowała się          | Nie zakwalifikowała się          | . | 6                                    | 3                                    | 1                                    | 2                                    | 19                                   | 11                                   |
| 1976                             | Nie zakwalifikowała się          | Nie zakwalifikowała się          | Nie zakwalifikowała się          | Nie zakwalifikowała się          | Nie zakwalifikowała się          | Nie zakwalifikowała się          | Nie zakwalifikowała się          | Nie zakwalifikowała się          | . |                                      |                                      |                                      |                                      |                                      |                                      |
| 1980                             | Nie zakwalifikowała się          | Nie zakwalifikowała się          | Nie zakwalifikowała się          | Nie zakwalifikowała się          | Nie zakwalifikowała się          | Nie zakwalifikowała się          | Nie zakwalifikowała się          | Nie zakwalifikowała się          | . |                                      |                                      |                                      |                                      |                                      |                                      |
| 1984                             | Nie zakwalifikowała się          | Nie zakwalifikowała się          | Nie zakwalifikowała się          | Nie zakwalifikowała się          | Nie zakwalifikowała się          | Nie zakwalifikowała się          | Nie zakwalifikowała się          | Nie zakwalifikowała się          | . |                                      |                                      |                                      |                                      |                                      |                                      |
| 1988                             | Nie zakwalifikowała się          | Nie zakwalifikowała się          | Nie zakwalifikowała się          | Nie zakwalifikowała się          | Nie zakwalifikowała się          | Nie zakwalifikowała się          | Nie zakwalifikowała się          | Nie zakwalifikowała się          | . |                                      |                                      |                                      |                                      |                                      |                                      |
| 1992                             | Nie zakwalifikowała się          | Nie zakwalifikowała się          | Nie zakwalifikowała się          | Nie zakwalifikowała się          | Nie zakwalifikowała się          | Nie zakwalifikowała się          | Nie zakwalifikowała się          | Nie zakwalifikowała się          | . |                                      |                                      |                                      |                                      |                                      |                                      |
| 1996                             | Nie zakwalifikowała się          | Nie zakwalifikowała się          | Nie zakwalifikowała się          | Nie zakwalifikowała się          | Nie zakwalifikowała się          | Nie zakwalifikowała się          | Nie zakwalifikowała się          | Nie zakwalifikowała się          | . |                                      |                                      |                                      |                                      |                                      |                                      |
| 2000                             | Nie zakwalifikowała się          | Nie zakwalifikowała się          | Nie zakwalifikowała się          | Nie zakwalifikowała się          | Nie zakwalifikowała się          | Nie zakwalifikowała się          | Nie zakwalifikowała się          | Nie zakwalifikowała się          | . |                                      |                                      |                                      |                                      |                                      |                                      |
| 2004                             | Nie zakwalifikowała się          | Nie zakwalifikowała się          | Nie zakwalifikowała się          | Nie zakwalifikowała się          | Nie zakwalifikowała się          | Nie zakwalifikowała się          | Nie zakwalifikowała się          | Nie zakwalifikowała się          | . |                                      |                                      |                                      |                                      |                                      |                                      |
| 2008                             | Nie zakwalifikowała się          | Nie zakwalifikowała się          | Nie zakwalifikowała się          | Nie zakwalifikowała się          | Nie zakwalifikowała się          | Nie zakwalifikowała się          | Nie zakwalifikowała się          | Nie zakwalifikowała się          | . |                                      |                                      |                                      |                                      |                                      |                                      |
| 2012                             | Nie zakwalifikowała się          | Nie zakwalifikowała się          | Nie zakwalifikowała się          | Nie zakwalifikowała się          | Nie zakwalifikowała się          | Nie zakwalifikowała się          | Nie zakwalifikowała się          | Nie zakwalifikowała się          | . |                                      |                                      |                                      |                                      |                                      |                                      |
| 2016                             | Nie zakwalifikowała się          | Nie zakwalifikowała się          | Nie zakwalifikowała się          | Nie zakwalifikowała się          | Nie zakwalifikowała się          | Nie zakwalifikowała się          | Nie zakwalifikowała się          | Nie zakwalifikowała się          | . |                                      |                                      |                                      |                                      |                                      |                                      |
| 2020                             | Nie zakwalifikowała się          | Nie zakwalifikowała się          | Nie zakwalifikowała się          | Nie zakwalifikowała się          | Nie zakwalifikowała się          | Nie zakwalifikowała się          | Nie zakwalifikowała się          | Nie zakwalifikowała się          | . | 10                                   | 2                                    | 4                                    | 4                                    | 10                                   | 11                                   |
| 2024                             | Nie zakwalifikowała się          | Nie zakwalifikowała się          | Nie zakwalifikowała się          | Nie zakwalifikowała się          | Nie zakwalifikowała się          | Nie zakwalifikowała się          | Nie zakwalifikowała się          | Nie zakwalifikowała się          | . |                                      |                                      |                                      |                                      |                                      |                                      |

### Mistrzostwa świata
| Udział w mistrzostwach świata | Udział w mistrzostwach świata | Udział w mistrzostwach świata | Udział w mistrzostwach świata | Udział w mistrzostwach świata | Udział w mistrzostwach świata | Udział w mistrzostwach świata | Udział w mistrzostwach świata | Udział w mistrzostwach świata | . | Kwalifikacje do mistrzostw świata | Kwalifikacje do mistrzostw świata | Kwalifikacje do mistrzostw świata | Kwalifikacje do mistrzostw świata | Kwalifikacje do mistrzostw świata | Kwalifikacje do mistrzostw świata |
| Rok                           | Runda                         | Miejsce                       | M                             | W                             | R                             | P                             | B+                            | B-                            | . | M                                 | W                                 | R                                 | P                                 | B+                                | B-                                |
| ----------------------------- | ----------------------------- | ----------------------------- | ----------------------------- | ----------------------------- | ----------------------------- | ----------------------------- | ----------------------------- | ----------------------------- | - | --------------------------------- | --------------------------------- | --------------------------------- | --------------------------------- | --------------------------------- | --------------------------------- |
| 1930                          | Nie brała udziału             | Nie brała udziału             | Nie brała udziału             | Nie brała udziału             | Nie brała udziału             | Nie brała udziału             | Nie brała udziału             | Nie brała udziału             | . |                                   |                                   |                                   |                                   |                                   |                                   |
| 1934                          | Nie zakwalifikowała się       | Nie zakwalifikowała się       | Nie zakwalifikowała się       | Nie zakwalifikowała się       | Nie zakwalifikowała się       | Nie zakwalifikowała się       | Nie zakwalifikowała się       | Nie zakwalifikowała się       | . | 3                                 | 0                                 | 0                                 | 3                                 | 3                                 | 14                                |
| 1938                          | Nie zakwalifikowała się       | Nie zakwalifikowała się       | Nie zakwalifikowała się       | Nie zakwalifikowała się       | Nie zakwalifikowała się       | Nie zakwalifikowała się       | Nie zakwalifikowała się       | Nie zakwalifikowała się       | . | 2                                 | 0                                 | 1                                 | 1                                 | 1                                 | 7                                 |
| 1950                          | Nie brała udziału             | Nie brała udziału             | Nie brała udziału             | Nie brała udziału             | Nie brała udziału             | Nie brała udziału             | Nie brała udziału             | Nie brała udziału             | . |                                   |                                   |                                   |                                   |                                   |                                   |
| 1954                          | Nie zakwalifikowała się       | Nie zakwalifikowała się       | Nie zakwalifikowała się       | Nie zakwalifikowała się       | Nie zakwalifikowała się       | Nie zakwalifikowała się       | Nie zakwalifikowała się       | Nie zakwalifikowała się       | . | 4                                 | 0                                 | 1                                 | 3                                 | 3                                 | 7                                 |
| 1958                          | Nie zakwalifikowała się       | Nie zakwalifikowała się       | Nie zakwalifikowała się       | Nie zakwalifikowała się       | Nie zakwalifikowała się       | Nie zakwalifikowała się       | Nie zakwalifikowała się       | Nie zakwalifikowała się       | . | 4                                 | 2                                 | 0                                 | 2                                 | 11                                | 7                                 |
| 1962                          | Faza grupowa                  | 15/16                         | 3                             | 0                             | 1                             | 2                             | 1                             | 7                             | . | 5                                 | 4                                 | 0                                 | 1                                 | 7                                 | 4                                 |
| 1966                          | Faza grupowa                  | 15/16                         | 3                             | 0                             | 0                             | 3                             | 1                             | 8                             | . | 5                                 | 4                                 | 0                                 | 1                                 | 11                                | 7                                 |
| 1970                          | Faza grupowa                  | 13/16                         | 3                             | 0                             | 1                             | 2                             | 5                             | 9                             | . | 6                                 | 4                                 | 1                                 | 1                                 | 12                                | 7                                 |
| 1974                          | Faza grupowa                  | 12/16                         | 3                             | 0                             | 2                             | 1                             | 2                             | 5                             | . | 6                                 | 4                                 | 2                                 | 0                                 | 13                                | 3                                 |
| 1978                          | Nie zakwalifikowała się       | Nie zakwalifikowała się       | Nie zakwalifikowała się       | Nie zakwalifikowała się       | Nie zakwalifikowała się       | Nie zakwalifikowała się       | Nie zakwalifikowała się       | Nie zakwalifikowała się       | . | 4                                 | 1                                 | 2                                 | 1                                 | 5                                 | 6                                 |
| 1982                          | Nie zakwalifikowała się       | Nie zakwalifikowała się       | Nie zakwalifikowała się       | Nie zakwalifikowała się       | Nie zakwalifikowała się       | Nie zakwalifikowała się       | Nie zakwalifikowała się       | Nie zakwalifikowała się       | . | 8                                 | 4                                 | 1                                 | 3                                 | 11                                | 10                                |
| 1986                          | 1/8 finału                    | 15/24                         | 4                             | 0                             | 2                             | 2                             | 2                             | 6                             | . | 8                                 | 5                                 | 1                                 | 2                                 | 13                                | 5                                 |
| 1990                          | Nie zakwalifikowała się       | Nie zakwalifikowała się       | Nie zakwalifikowała się       | Nie zakwalifikowała się       | Nie zakwalifikowała się       | Nie zakwalifikowała się       | Nie zakwalifikowała się       | Nie zakwalifikowała się       | . | 6                                 | 1                                 | 1                                 | 4                                 | 6                                 | 8                                 |
| 1994                          | IV miejsce                    | 4/24                          | 7                             | 3                             | 1                             | 2                             | 10                            | 11                            | . | 10                                | 6                                 | 2                                 | 2                                 | 19                                | 10                                |
| 1998                          | Faza grupowa                  | 20/32                         | 3                             | 0                             | 1                             | 2                             | 1                             | 7                             | . | 8                                 | 6                                 | 0                                 | 2                                 | 18                                | 9                                 |
| 2002                          | Nie zakwalifikowała się       | Nie zakwalifikowała się       | Nie zakwalifikowała się       | Nie zakwalifikowała się       | Nie zakwalifikowała się       | Nie zakwalifikowała się       | Nie zakwalifikowała się       | Nie zakwalifikowała się       | . | 10                                | 5                                 | 2                                 | 3                                 | 14                                | 15                                |
| 2006                          | Nie zakwalifikowała się       | Nie zakwalifikowała się       | Nie zakwalifikowała się       | Nie zakwalifikowała się       | Nie zakwalifikowała się       | Nie zakwalifikowała się       | Nie zakwalifikowała się       | Nie zakwalifikowała się       | . | 10                                | 4                                 | 3                                 | 3                                 | 17                                | 17                                |
| 2010                          | Nie zakwalifikowała się       | Nie zakwalifikowała się       | Nie zakwalifikowała się       | Nie zakwalifikowała się       | Nie zakwalifikowała się       | Nie zakwalifikowała się       | Nie zakwalifikowała się       | Nie zakwalifikowała się       | . | 10                                | 3                                 | 5                                 | 2                                 | 17                                | 13                                |
| 2014                          | Nie zakwalifikowała się       | Nie zakwalifikowała się       | Nie zakwalifikowała się       | Nie zakwalifikowała się       | Nie zakwalifikowała się       | Nie zakwalifikowała się       | Nie zakwalifikowała się       | Nie zakwalifikowała się       | . | 10                                | 3                                 | 4                                 | 3                                 | 14                                | 9                                 |
| 2018                          | Nie zakwalifikowała się       | Nie zakwalifikowała się       | Nie zakwalifikowała się       | Nie zakwalifikowała się       | Nie zakwalifikowała się       | Nie zakwalifikowała się       | Nie zakwalifikowała się       | Nie zakwalifikowała się       | . | 10                                | 4                                 | 1                                 | 5                                 | 14                                | 19                                |
| 2022                          | Nie zakwalifikowała się       | Nie zakwalifikowała się       | Nie zakwalifikowała się       | Nie zakwalifikowała się       | Nie zakwalifikowała się       | Nie zakwalifikowała się       | Nie zakwalifikowała się       | Nie zakwalifikowała się       | . | 8                                 | 2                                 | 2                                 | 4                                 | 6                                 | 14                                |
| 2026                          |                               |                               |                               |                               |                               |                               |                               |                               | . |                                   |                                   |                                   |                                   |                                   |                                   |

### Mistrzostwa Europy
| 1960 | Nie zakwalifikowała się | Nie zakwalifikowała się |
| 1964 | Nie zakwalifikowała się | Nie zakwalifikowała się |
| 1968 | Nie zakwalifikowała się | Nie zakwalifikowała się |
| 1972 | Nie zakwalifikowała się | Nie zakwalifikowała się |
| 1976 | Nie zakwalifikowała się | Nie zakwalifikowała się |
| 1980 | Nie zakwalifikowała się | Nie zakwalifikowała się |
| 1984 | Nie zakwalifikowała się | Nie zakwalifikowała się |
| 1988 | Nie zakwalifikowała się | Nie zakwalifikowała się |
| 1992 | Nie zakwalifikowała się | Nie zakwalifikowała się |
| 1996 | Awans                   | Faza grupowa            |
| 2000 | Nie zakwalifikowała się | Nie zakwalifikowała się |
| 2004 | Awans                   | Faza grupowa            |
| 2008 | Nie zakwalifikowała się | Nie zakwalifikowała się |
| 2012 | Nie zakwalifikowała się | Nie zakwalifikowała się |
| 2016 | Nie zakwalifikowała się | Nie zakwalifikowała się |
| 2020 | Nie zakwalifikowała się | Nie zakwalifikowała się |
| 2024 | Nie zakwalifikowała się | Nie zakwalifikowała się |

## Trenerzy reprezentacji Bułgarii
Lata urzędowania – liczba meczów – narodowość – nazwisko
- 1924 – 2 –  Leopold Nich
- 1925 – 1 –  Willibold Scheiscal
- 1927–1930 – 13 –  Paweł Grozdanow
- 1930 – 1 –  Carl Nemes
- 1931 – 6 –  Otto Feist
- 1923–1933 – 13 –  Paweł Grozdanow
- 1934–1935 – 8 –  Karoly Foggle
- 1936 – 1 –  Iwan Batandżijew
- 1936 – 1 –  Geno Matejew
- 1937–1938 – 5 –  Stanislav Toms
- 1938 – 1 –  Konstantin Maznikow
- 1939 – 2 –  Iwan Radojew
- 1940 – 2 –  Franz Koler
- 1942 – 2 –  Iwan Radojew
- 1943 – 1 –  Iwan Batandżijew
- 1946 – 3 –  Todor Konow
- 1947 – 1 –  Michaił Manow
- 1947 – 1 –  Rezső Somlai
- 1947 – 2 –  Iwan Radojew
- 1948 – 3 –  Lubomir Angełow
- 1948–1949 – 6 –  Andor Haidu
- 1950 – 2 –  Stojan Ormandżiew
- 1950 – 1 –  Lubomir Angełow
- 1950 – 1 –  Iwan Radojew
- 1952–1953 – 6 –  Stojan Ormandżiew i  Krum Milew
- 1953 – 2 –  Lubomir Angełow
- 1953 – 2 –  Stojan Ormandżiew
- 1954 – 1 –  Krum Milew
- 1954–1955 – 4 –  Stojan Ormandżiew i  Krum Milew
- 1955 – 1 –  Georgi Paczedżiew
- 1955 – 4 –  Georgi Paczedżiew i  Krum Milew
- 1956 – 1 –  Stojan Ormandżiew i  Krum Milew
- 1956 – 2 –  Stojan Ormandżiew
- 1956–1957 – 7 –  Stojan Ormandżiew i  Krum Milew
- 1957 – 1 –  Georgi Paczedżiew i  Aleksander Popow
- 1957 – 2 –  Stojan Ormandżiew
- 1957–1960 – 24 –  Stojan Ormandżiew i  Krum Milew
- 1960–1962 – 12 –  Stojan Ormandżiew,  Georgi Paczedżiew,  Stefan Bożkow i  Krastjo Czakarow
- 1962 – 4 –  Georgi Paczedżiew
- 1963 – 2 –  Georgi Paczedżiew i  Bella Volentik
- 1963 – 4 –  Bella Volentik
- 1964 – 2 –  Rudolf Vytlačil i  Lubomir Angełow
- 1965–1966 – 15 –  Rudolf Vytlačil
- 1966 – 2 –  Dobromir Taszkow
- 1967–1970 – 31 –  Stefan Bożkow
- 1970–1972 – 17 –  Wasił Spasow
- 1972 – 2 –  Georgi Berkow
- 1972 – 1 –  Stojan Ormandżiew
- 1972–1973 – 5 –  Christo Mładenow
- 1973 – 6 –  Jonczo Arsow
- 1973–1974 – 12 –  Christo Mładenow
- 1974 – 3 –  Jonczo Arsow,  Dimityr Dojczinow i  Nikola Kowaczew
- 1974 – 1 –  Stojan Ormandżiew i  Stojan Petrow
- 1974 – 2 –  Stojan Ormandżiew

| Szkoleniowiec                 | O        | od                   | do                   | M  | W  | R  | P  | W%    | Okoliczności rezygnacji |
| ----------------------------- | -------- | -------------------- | -------------------- | -- | -- | -- | -- | ----- | --- |
| Christo Mładenow              |          | 1974                 | 1974                 | 6  |    |    |    |       | |
| Stojan Ormandżiew             |          | 1975                 | 1975                 | 10 |    |    |    |       | |
| Stojan Petrow                 |          | 1976                 | 1976                 | 3  |    |    |    |       | |
| Christo Mładenow Jonczo Arsow |          | 1976                 | 1976                 | 5  |    |    |    |       | |
| Stojan Ormandżiew             |          | 1976                 | 1976                 | 4  |    |    |    |       | |
| Christo Mładenow Jonczo Arsow |          | 1977                 | 1977                 | 8  |    |    |    |       | |
| Stojan Ormandżiew             |          | 1977                 | 1977                 | 2  |    |    |    |       | |
| Cwetan Ilczew                 |          | 1978                 | 1978                 | 17 |    |    |    |       | |
| Atanas Pyrżelow               |          | 1978                 | 1978                 | 1  |    |    |    |       | |
| Janko Dinkow                  |          | 1979                 | 1979                 | 2  |    |    |    |       | |
| Dobromir Taszkow              |          | 1979                 | 1979                 | 4  |    |    |    |       | |
| Cwetan Ilczew                 |          | 1979                 | 1979                 | 5  |    |    |    |       | |
| Danko Rojew                   |          | 1979                 | 1979                 | 1  |    |    |    |       | |
| Atanas Pyrżelow               |          | 1980                 | 1982                 | 31 |    |    |    |       | |
| Iwan Wucow                    |          | 1982                 | 1986                 | 51 |    |    |    |       | |
| Christo Mładenow              |          | 1986                 | 1987                 | 12 |    |    |    |       | |
| Boris Angełow                 |          | 1988                 | 1989                 | 19 |    |    |    |       | |
| Iwan Wucow                    |          | 1 czerwca 1989       | 1 maja 1991          | 12 | 2  | 4  | 6  | 16,6% | Przyczyną dymisji była porażka 2:3 ze Szwajcarią w eliminacjach do Euro 1992. Jednak selekcjoner i tak od pół roku nie mógł prowadzić drużyny z ławki trenerskiej z powodu dyskwalifikacji UEFA.                                          |
| Krasimir Borisow              | Bułgaria | 2 maja 1991          | 30 maja 1991         | 2  | 1  | 0  | 1  | 50,0% | Po rezygnacji Wucowa tymczasowo objął stanowisko selekcjonera. Poprowadził Bułgarów w dwu meczach: eliminacyjnym do Euro 1992 (3:0 z San Marino) i towarzyskim z Brazylią (0:3).                                                          |
| Dimityr Penew                 | Bułgaria | 20 lipca 1991        | 31 lipca 1996        | 51 | 24 | 13 | 14 | 47,0% | Po Euro 1996 (runda grupowa) władze związku postanowiły nie przedłużać wygasającego 31 lipca kontraktu z selekcjonerem. |
| Christo Bonew                 | Bułgaria | 1 sierpnia 1996      | 7 września 1998      | 19 | 9  | 1  | 9  | 47,4% | Złożył dymisję po nieudanym Mundialu 1998, jednak wówczas nie została przyjęta. Odszedł kilka miesięcy później po porażce 0:3 z Polską w eliminacjach do Euro 2000.                                                                       |
| Dimityr Dimitrow              | Bułgaria | 9 września 1998      | 18 listopada 1999    | 15 | 3  | 4  | 8  | 20,0% | Przyczyną zwolnienia był brak promocji do Euro 2000; za jego kadencji Bułgarzy w eliminacjach wygrali tylko z Luksemburgiem. |
| Stojczo Mładenow              | Bułgaria | 1 stycznia 2000      | 7 października 2001  | 22 | 11 | 4  | 7  | 50,0% | Chociaż na dwie kolejki przed końcem kwalifikacji do Mundialu 2002 jego podopieczni prowadzili w grupie, w ostatnich meczach przegrali 0:2 z Danią i 0:6 z Czechami, i spadli na trzecie miejsce. Po spotkaniu z Czechami złożył dymisję. |
| Płamen Markow                 | Bułgaria | 1 stycznia 2002      | 1 lipca 2004         | 24 | 10 | 5  | 9  | 41,7% | Po słabym występie (trzy porażki, bramki 1:9) swoich podopiecznych na Euro 2004 nie przedłużył wygasającego 1 lipca kontraktu. |
| Christo Stoiczkow             | Bułgaria | 15 lipca 2004        | 10 kwietnia 2007     | 28 | 13 | 10 | 5  | 46,4% | Odszedł w połowie eliminacji do Euro 2008 z powodu medialnej nagonki po remisie 0:0 z Albanią. Poza tym w tym czasie otrzymał korzystniejszą finansowo ofertę z Celty Vigo.                                                               |
| Stanimir Stoiłow              | Bułgaria | 25 kwietnia 2007     | 6 lipca 2007         | 2  | 2  | 0  | 0  | 100%  | Po niespodziewanej dymisji Stoiczkowa został tymczasowym selekcjonerem. Wygrał dwa mecze w eliminacjach do Euro 2008, ale – mimo iż otrzymał propozycję podpisania kontraktu długoterminowego – wolał powrócić do pracy w Lewskim Sofia.  |
| Dimityr Penew                 | Bułgaria | 1 sierpnia 2007      | 11 stycznia 2008     | 6  | 3  | 1  | 2  | 50,0% | Po przegranych eliminacjach do Euro 2008 nie przedłużono z nim umowy. |
| Płamen Markow                 | Bułgaria | 11 stycznia 2008     | 2 grudnia 2008       | 7  | 3  | 3  | 1  | 42,8% | Został zwolniony na początku eliminacji do Mundialu 2010. Powodem dymisji był słaby start w kwalifikacjach (trzy punkty w trzech meczach) oraz porażka 1:6 w spotkaniu towarzyskim z Serbią.                                              |
| Stanimir Stoiłow              | Bułgaria | 30 stycznia 2009     | 7 września 2010      | 16 | 5  | 4  | 7  | 31,2% | Podał się do dymisji po przegranym 0:1 meczu eliminacji Euro 2012 z Czarnogórą. Jego podopieczni w sześciu ostatnich spotkaniach zanotowali pięć porażek (w tym dwie w kwalifikacjach) i jeden remis.                                     |
| Lothar Matthäus               | Niemcy   | 21 września 2010     | 19 września 2011     | 10 | 3  | 3  | 4  | 30%   | Został zwolniony po tym, jak Bułgarzy stracili szanse na awans do Euro 2012. Wśród przyczyn dymisji wymieniano nie tylko słabe wyniki, ale także złą atmosferę w kadrze.                                                                  |
| Michaił Madanski              | Bułgaria | 19 września 2011     | 12 października 2011 | 2  | 0  | 0  | 2  | 0%    | Jako trener tymczasowy prowadził kadrę w dwu meczach: towarzyskim z Ukrainą (0:3) i z Walią (0:1), kończącym eliminacje Euro 2012. Bułgarzy zajęli w nich ostatnie miejsce, dając się wyprzedzić m.in. Walijczykom i Czarnogórcom.        |
| Ljubosław Penew               | Bułgaria | 2 listopada 2011     | 16 listopada 2014    | 24 | 9  | 7  | 8  |       | Został zwolniony po remisie z Maltą w meczu eliminacyjnym do Euro 2016. |
| Iwajło Petew                  | Bułgaria | 17 grudnia 2014      | 27 września 2016     | 12 | 5  | 1  | 6  |       | Rozwiązał kontrakt z bułgarską federacją po tym jak miał objąć posadę trenera Dinama Zagrzeb. |
| Petyr Chubczew                | Bułgaria | 28 września 2016     | 18 maja 2019         |    |    |    |    |       | |
| Krasimir Bałykow              | Bułgaria | 18 maja 2019         | 21 października 2019 | 6  | 0  | 1  | 5  | 0     | |
| Georgi Dermendżiew            | Bułgaria | 28 października 2019 | 1 stycznia 2021      | 11 | 2  | 2  | 7  | 18,18 | |
| Jasen Petrow                  | Bułgaria | 2021                 | 2022                 | 17 | 3  | 5  | 9  | 17,65 | |
| Georgi Iwanow                 | Bułgaria | 6 czerwca 2022       | 12 czerwca 2022      | 2  | 0  | 2  | 0  | 0     | |
| Mladen Krstajić               | Serbia   | 21 czerwca 2022      |                      |    |    |    |    |       | |

## Rekordziści
Ostatnim meczem, jaki uwzględniono w statystyce jest spotkanie towarzyskie z Kazachstanem (2:1) z 4 czerwca 2013.

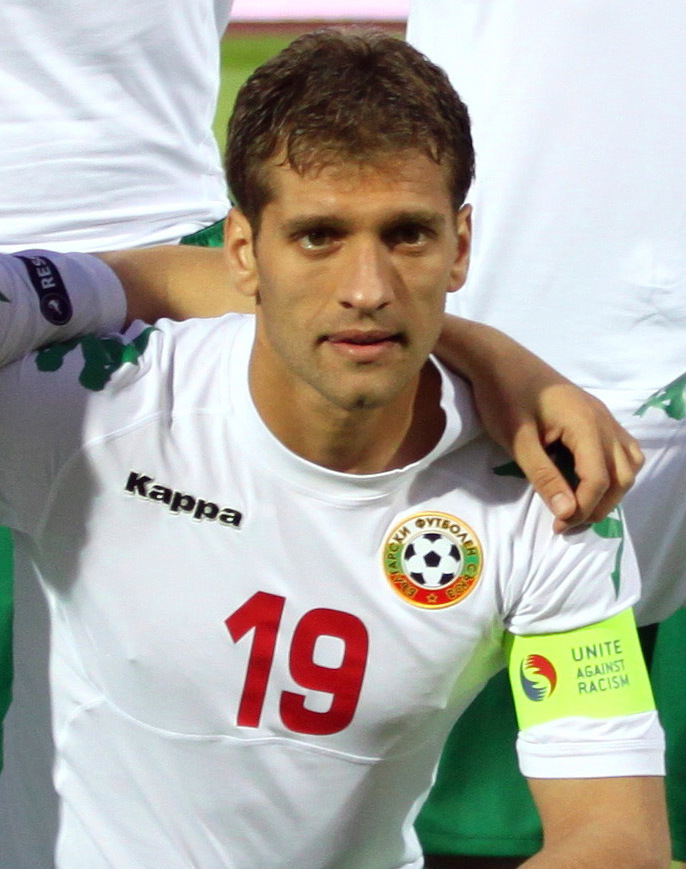
Stilijan Petrow jest rekordzistą pod względem liczby meczów w kadrze.

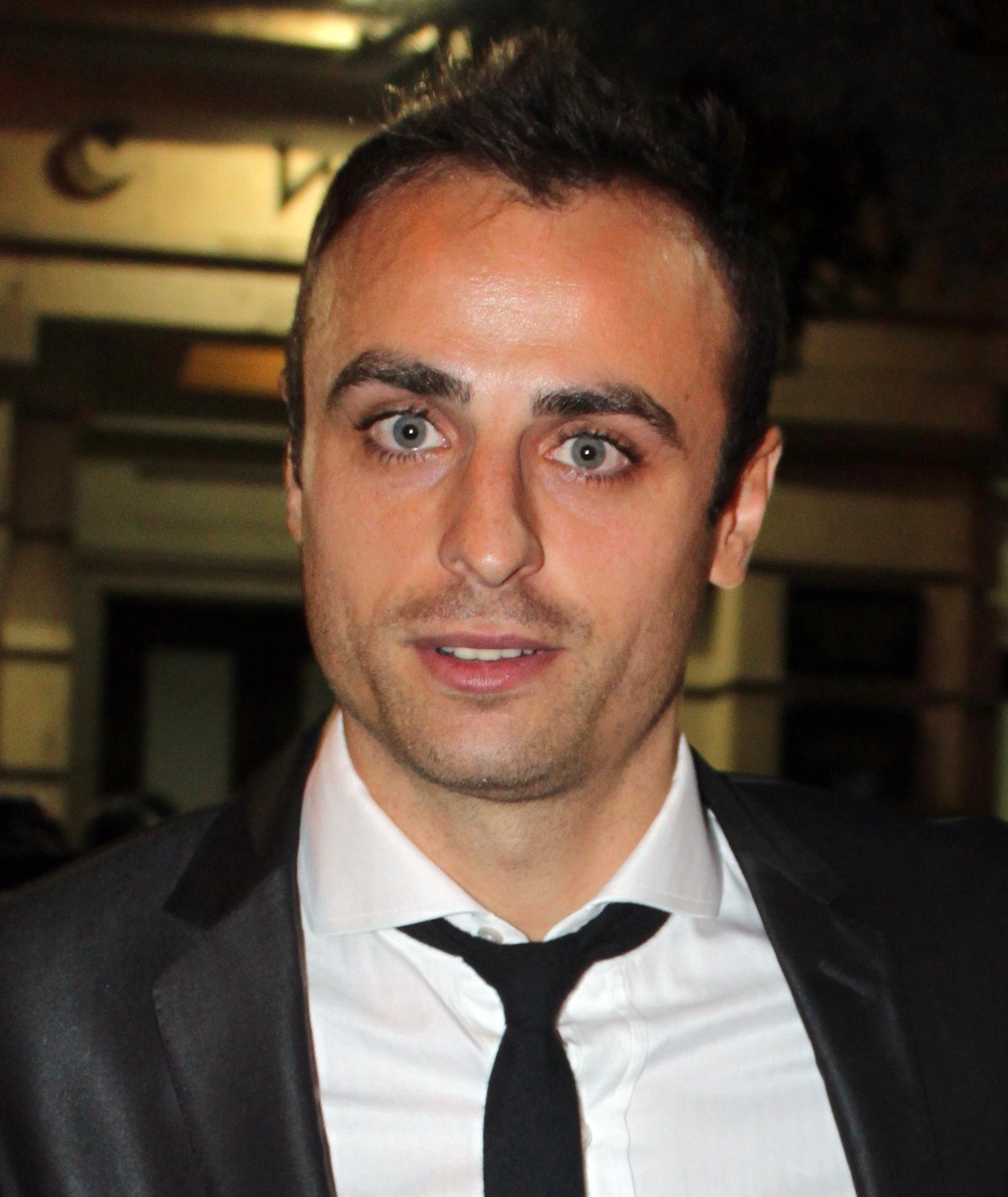
Dimityr Berbatow jest rekordzistą pod względem liczby goli w kadrze.

| Nazwisko | Nazwisko           | Lata    | Liczba meczów | Liczba goli |
| -------- | ------------------ | ------- | ------------- | ----------- |
| 1        | Stilijan Petrow    | 1998-11 | 106           | 8           |
| 2        | Borisław Michajłow | 1983-98 | 102           | 0           |
| 3        | Christo Bonew      | 1967-79 | 96            | 47          |
| 4        | Martin Petrow      | 1999-11 | 92            | 20          |
| =        | Krasimir Bałykow   | 1988-03 | 92            | 16          |
| 6        | Dimityr Penew      | 1965-74 | 90            | 2           |
| 7        | Radostin Kisziszew | 1996-09 | 83            | 1           |
| =        | Christo Stoiczkow  | 1986-99 | 83            | 37          |
| 9        | Nasko Sirakow      | 1983-96 | 81            | 23          |
| 10       | Ajan Sadykow       | 1981-91 | 80            | 9           |

| Nazwisko | Nazwisko          | Lata    | Liczba meczów | Liczba goli |
| -------- | ----------------- | ------- | ------------- | ----------- |
| 1        | Dimityr Berbatow  | 1999-10 | 79            | 48          |
| 2        | Christo Bonew     | 1967-79 | 96            | 47          |
| 3        | Christo Stoiczkow | 1987-99 | 83            | 37          |
| 4        | Emił Kostadinow   | 1988-98 | 70            | 26          |
| 5        | Petyr Żekow       | 1963-72 | 44            | 25          |
| =        | Iwan Kolew        | 1950-63 | 75            | 25          |
| 7        | Nasko Sirakow     | 1983-96 | 81            | 23          |
| 8        | Martin Petrow     | 1999-11 | 92            | 20          |
| =        | Dimityr Miłanow   | 1948-59 | 39            | 20          |
| 10       | Georgi Asparuchow | 1962-70 | 50            | 19          |
| =        | Dinko Dermendżiew | 1966-77 | 58            | 19          |

## W rankingu FIFA
| rok  | styczeń | luty | marzec | kwiecień | maj | czerwiec | lipiec | sierpień | wrzesień | październik | listopad | grudzień |
| ---- | ------- | ---- | ------ | -------- | --- | -------- | ------ | -------- | -------- | ----------- | -------- | -------- |
| 1993 | –       | –    | –      | –        | –   | –        | –      | 37.      | 37.      | 32.         | 23.      | 31.      |
| 1994 | 31.     | 23.  | 23.    | 25.      | 29. | 29.      | 14.    | 14.      | 14.      | 16.         | 17.      | 16.      |
| 1995 | 16.     | 14.  | 14.    | 13.      | 12. | 8.       | 11.    | 12.      | 14.      | 11.         | 14.      | 17.      |
| 1996 | 18.     | 17.  | 17.    | 24.      | 28. | 28.      | 19.    | 17.      | 21.      | 21.         | 17.      | 15.      |
| 1997 | 15.     | 14.  | 14.    | 13.      | 14. | 23.      | 20.    | 22.      | 13.      | 18.         | 24.      | 36.      |
| 1998 | 36.     | 38.  | 38.    | 42.      | 35. | 35.      | 34.    | 35.      | 47.      | 45.         | 46.      | 49.      |
| 1999 | 30.     | 30.  | 30.    | 23.      | 30. | 33.      | 34.    | 34.      | 36.      | 36.         | 37.      | 37.      |
| 2000 | 37.     | 39.  | 39.    | 40.      | 43. | 44.      | 47.    | 52.      | 56.      | 55.         | 54.      | 53.      |
| 2001 | 54.     | 52.  | 49.    | 44.      | 43. | 46.      | 49.    | 50.      | 48.      | 51.         | 51.      | 51.      |
| 2002 | 51.     | 52.  | 52.    | 52.      | 54. | 54.      | 54.    | 58.      | 50.      | 42.         | 41.      | 42.      |
| 2003 | 42.     | 44.  | 46.    | 38.      | 35. | 38.      | 37.    | 35.      | 31.      | 39.         | 39.      | 34.      |
| 2004 | 34.     | 37.  | 37.    | 38.      | 38. | 40.      | 41.    | 42.      | 41.      | 41.         | 37.      | 37.      |
| 2005 | 37.     | 39.  | 39.    | 40.      | 43. | 45.      | 46.    | 46.      | 45.      | 46.         | 39.      | 39.      |
| 2006 | 39.     | 40.  | 39.    | 38.      | 37. | 37.      | 37.    | 36.      | 37.      | 38.         | 43.      | 43.      |
| 2007 | 42.     | 37.  | 39.    | 38.      | 36. | 33.      | 30.    | 29.      | 35.      | 34.         | 18.      | 18.      |
| 2008 | 18.     | 19.  | 19.    | 18.      | 18. | 18.      | 17.    | 17.      | 16.      | 15.         | 16.      | 27.      |
| 2009 | 28.     | 26.  | 27.    | 20.      | 20. | 23.      | 23.    | 23.      | 19.      | 23.         | 27.      | 30.      |
| 2010 | 30.     | 30.  | 38.    | 39.      | 39. | –        | 43.    | 43.      | 54.      | 43.         | 45.      | 49.      |
| 2011 | 49.     | 51.  | 47.    | 45.      | 46. | 46.      | 48.    | 51.      | 55.      | 75.         | 85.      | 84.      |
| 2012 | 83.     | 88.  | 85.    | 96.      | 96. | 90.      | 92.    | 94.      | 89.      | 55.         | 40.      | 50.      |
| 2013 | 50.     | 48.  | 46.    | 51.      | 52. | 46.      | 52.    | 53.      | 64.      | 76.         | 76.      | 74.      |
| 2014 | 74.     | 72.  | 67.    | 73.      | 73. | 78.      |        |          |          |             |          |          |

- najlepsze miejsce: 8. (czerwiec 1995)
- najgorsze miejsce: 96. (kwiecień 2012)
- najwyższy awans: +34 (październik 2012)
- największy spadek: -20 (październik 2011)